# Yoshitaka Fujisaki
Yoshitaka Fujisaki (藤崎 義孝?, Fujisaki Yoshitaka; Prefettura di Kagoshima, 16 maggio 1975) è un ex calciatore giapponese, di ruolo difensore.